# ヴィリアメ・ツイドラキ
ヴィリアメ・ツイドラキ（Viliame Tuidraki、1997年1月9日 - ）は、日本生まれフィジー育ちのラグビーユニオン選手。2023年現在ジャパンラグビーリーグワンに参戦するトヨタヴェルブリッツに所属している。「ヴィリアミ・ツイドラキ」と表記されたこともある。

## プロフィール
- 5歳まで愛知県豊田市で育ち、フィジーに帰国[1]。
- ポジションはセンター(CTB)、フルバック(FB)。
- 身長 184 cm、体重 99 kg
- 父のパティリアイは元ラグビー選手(元日本代表)で兄のバティリアイもラグビーユニオン選手(現トヨタヴェルブリッツ)。
- U20フィジー代表に選ばれたことがある[2]。

## 略歴
2018年、摂南大学に入る。
2022年、摂南大学卒業後、トヨタヴェルブリッツに加入。同年4月30日に行われたJAPAN RUGBY LEAGUE ONE第15節ブラックラムズ東京戦にて途中出場で公式戦初出場を果たした。